# Метью Ролстон
Метью Ролстон (англ. Matthew Rolston) — американський митець, фотограф та режисер.
Метью Ролстон вивчав живопис в інституті мистецтва в Лос-Анджелесі, а також ілюстрацію, фотографію та кінематограф в коледжі у Пасадіні. Кар'єра Ролстона розпочалася у 1980-ті роки: роботи талановитого студента помітив Енді Воргол та замовив серію фотографій режисера Стівена Спілберга для журналу Interview. Надалі фото Ролстона неодноразово з'являлися в провідних тогочасних журналах, серед яких Rolling Stone, Vogue, W, Harper's Bazaar, Vanity Fair, The New York Times Magazine. Зокрема, роботи Ролстона з'являлися на обкладинці журналу Rolling Stone понад 100 разів.
Окрім цього, Ролстон знімав відеокліпи для музичних виконавців, таких як Мадонна, Джанет Джексон, Бейонсе, Майлі Сайрус, Мері Джей Блайдж, Крістіна Агілера; загалом — понад 100 кліпів. Він також був режисером рекламних роликів та керівником маркетингових кампаній для відомих брендів, серед яких Campari, Bacardi, L'Oreal, Revlon, Estee Lauder, Elizabeth Arden, Gap, Ralph Lauren, Burberry. 